# Currensy
Shante Scott Franklin (New Orleans, 4 april 1981), beter bekend als Currensy (gestileerd als Curren$y), is een Amerikaanse rapper uit New Orleans, Louisiana. Hij staat onder contract bij zijn eigen label Jet Life Recordings en Atlantic Records.

## Discografie

### Studioalbums
- This Ain't No Mixtape (2009)
- Jet Files (2009)
- Pilot Talk (2010)
- Pilot Talk II (2010)
- Weekend at Burnie's (2011)
- The Stoned Immaculate (2012)
- Pilot Talk III (2015)
- Canal Street Confidential (2015)

## Jet Life Recordings
Op 1 februari 2011 startte Curren$y zijn eigen label Jet Life Recordings.

### Huidige artiesten
- Curren$y
- Trademark Da Skydiver
- Young Roddy
- Street Wiz
- Smoke DZA
- Corner Boy P
- Fiend
- Mr. Marcelo
- MaryGold

- Bibliothèque nationale de France: cb165245656 (data)
- International Standard Name Identifier: 0000 0000 4799 6838
- Library of Congress Control Number: no2006014584
- MusicBrainz: 4ce1c576-305a-4b82-82fa-5e5359056219
- Virtual International Authority File: 9591399
- WorldCat: E39PBJr7T4qfW64vfqyvCrgVG3